# Mausoleo de Georgi Dimitrov
El Mausoleo de Georgi Dimitrov (en búlgaro: мавзолей на Георги Димитров) fue un monumento funerario ubicado en Sofía, la capital de Bulgaria, construido en 1949 para albergar el cuerpo embalsamado del líder comunista Georgi Dimitrov (1882-1949). La construcción del Mausoleo se inició después de la noticia de la muerte de Dimitrov. Fue construido durante un tiempo récord de tan sólo seis días, exactamente lo que duró el traslado del cuerpo de Dimitrov hasta Sofía desde la URSS. El cadáver del primer dirigente comunista de Bulgaria se mantuvo allí hasta agosto de 1990, cuando fue incinerado y enterrado en el cementerio central de la ciudad. 
Tras la caída del comunismo en Bulgaria, el Mausoleo fue destruido por el gobierno encabezado por la UDF de Iván Kostov en 1999, después de un fuerte debate en todo el país. Los destructores del mausoleo fueron acusados de "fascismo, barbarie y vandalismo" por parte de los comunistas.